# Фінал кубка Німеччини з футболу 1939
Фінал Кубка Німеччини з футболу 1939 — фінальний матч розіграшу кубка Німеччини сезону 1939 відбувся 28 квітня 1940 року. У поєдинку зустрілися «Нюрнберг» з однойменного міста та мангаймський «Вальдгоф». Перемогу з рахунком 2:0 здобув «Нюрнберг».
| Володар Кубка Німеччини 1939 |
| ---------------------------- |
|                              |
| «Нюрнберг» Другий титул      |

## Учасники
| Клуб       | Участей | Роки (жирним виділено перемоги) |
| ---------- | ------- | ------------------------------- |
| «Нюрнберг» | 1       | 1935                            |
| «Вальдгоф» | дебют   | дебют                           |

## Шлях до фіналу
| Раунд                                                   | Противник               | Рахунок |
| ------------------------------------------------------- | ----------------------- | ------- |
| 1/32 фіналу                                             | «Зінген 04» (Г)         | 3–1     |
| 1/16 фіналу                                             | «Штутгартер Кікерс» (Д) | 2–1     |
| 1/8                                                     | «Гарта» (Г)             | 1–0     |
| 1/4                                                     | «Фортуна» (Д)           | 3–1     |
| 1/2                                                     | «Рапід» (Відень) (Г)    | 1–0     |
| (Д) = Вдома; (Г) = У гостях; (Н) = На нейтральному полі |                         |         |

| Раунд                                                   | Противник                           | Рахунок                                                |
| ------------------------------------------------------- | ----------------------------------- | ------------------------------------------------------ |
| 1/32 фіналу                                             | «Адміра» (Г)                        | 1–0                                                    |
| 1/16 фіналу                                             | «Айнтрахт» (Франкфурт-на-Майні) (Г) | 1–0 дч                                                 |
| 1/8                                                     | «Оснабрюк» (Д)                      | 4–0                                                    |
| 1/4                                                     | «Гамбург» (Д)                       | 6–2                                                    |
| 1/2                                                     | «Ваккер»                            | 1–1 (Д) 2–2 (Г) (перегравання) 0–0 (Д) (перегравання)* |
| (Д) = Вдома; (Г) = У гостях; (Н) = На нейтральному полі |                                     |                                                        |

* - Після другого перегравання переможця не було виявлено. Було проведене жеребкування, згідно з яким до фіналу вийшла команда Вальдгоф.

## Матч

### Деталі
| 28 квітня 1940 |

| Нюрнберг          | 2:0      | Вальдгоф |
| ----------------- | -------- | -------- |
| Айбергер 46', 85' | Протокол |          |

| Олімпіаштадіон, Берлін Глядачів: 60 000 Арбітр: Карл Шульц |

|  |  |

| В                |  | Георг Кель         |
| З                |  | Ганс Юбелайн       |
| З                |  | Віллі Біллманн (к) |
| ПЗ               |  | Гайнц Каролін      |
| ПЗ               |  | Вільгельм Зольд    |
| ПЗ               |  | Георг Лубер        |
| Н                |  | Віллі Кунд         |
| Н                |  | Альфред Пфендер    |
| Н                |  | Юліуш Юбелайн      |
| Н                |  | Макс Айбергер      |
| Н                |  | Карл Гуснер        |
| Головний тренер: |  |                    |
| Альвін Рімке     |  |                    |

| В                |  | Губерт Фішер       |
| З                |  | Георг Зігель       |
| З                |  | Гельмут Шнайдер    |
| ПЗ               |  | Карл Рамге         |
| ПЗ               |  | Ернст Геерманн (к) |
| ПЗ               |  | Ганс Маєр          |
| Н                |  | Людвіг Гюнтерот    |
| Н                |  | Віллі Пенніг       |
| Н                |  | Йозеф Ерб          |
| Н                |  | Райнгольд Фанц     |
| Н                |  | Ганс Ебергард      |
| Головний тренер: |  |                    |
| Отто Нойманн     |  |                    |